# Solre-le-Château

Solre-le-Château este o comună în departamentul Nord, Franța. În 1 ianuarie 2022 avea o populație de 1.790 de locuitori.